# Линдеберг, Ярл Вальдемар
Ярл Вальдемар Линдеберг (швед. Jarl Waldemar Lindeberg; 4 августа 1876, Гельсингфорс — 12 декабря 1932, Хельсинки, Финляндия) — финский математик, известен своими работами в области теории вероятностей и математической статистики. Его именем назван один из вариантов центральной предельной теоремы, а также соответствующее условие Линдеберга (англ. Lindeberg's condition).

## Биография
Родился 4 августа 1876 года в Гельсингфорсе, в Великом княжестве Финляндском в семье преподавателя и ректора Хельсинкского политехнического института Карла Леонарда Линдеберга. В основном карьера математика была сосредоточена вокруг Хельсинкского университета. В начале он занимался уравнениями математической физики и вариационным исчислением, но с 1920 года начал работать с теорией вероятностей и математической статистикой.
В 1920 году он издал свою работу по центральной предельной теореме. Через два года он продолжил работу над теоремой и разработал названное в его честь условие Линдеберга.
Скончался 12 декабря 1932 года в Хельсинки.

## Работы
- Sur l’intégration de certaines equations aux dérivées partielles du second ordre (väitösk.) 1900.
- Über einige Fragen der Variationsrechnung 1908.
- J. W. Lindeberg, Eine neue Herleitung des Exponentialgesetzes in der Wahrscheinlichkeitsrechnung, Mathematische Zeitschrift, 15 (1922) 211—225.
- Todennäköisyyslasku ja sen käytäntö tilastotieteessä 1927.